# 68 Whiskey
68 Whiskey es una serie de televisión de comedia dramática que se estrenó el 15 de enero de 2020 en Paramount Network.

## Sinopsis
Una mezcla multicultural de hombres y mujeres médicos del Ejército en una base operativa avanzada en Afganistán apodada «The Orphanage». Juntos, soportan un mundo peligroso y kafkiano que conduce a apetitos autodestructivos, conducta escandalosa, camaradería intensa y, en ocasiones, un profundo sentido de propósito.

## Reparto

### Principales
- Sam Keeley como Cooper Roback
- Gage Golightly como Grace Durkin
- Cristina Rodlo como Rosa Alvarez
- Jeremy Tardy como Mekhi Davis
- Nicholas Coombe como Anthony Petrocelli
- Derek Theler como Sasquatch
- Beth Riesgraf como Sonia Holloway
- Lamont Thompson como Harlan Austin

### Recurrentes
- Usman Ally como Hazara
- Artur Benson como Khalil
- Aaron Glenane como Colin Gale
- Jade Albany como Cassola

## Episodios
| N.º | Título                  | Dirigido por    | Escrito por     | Fecha de emisión original | Audiencia (millones) |
| --- | ----------------------- | --------------- | --------------- | ------------------------- | -------------------- |
| 1   | «Buckley's Goat»        | Michael Lehmann | Roberto Benabib | 15 de enero de 2020       | 0.87                 |
| 2   | «Finger Lickin' Good»   | Michael Lehmann | Roberto Benabib | 22 de enero de 2020       | 0.56                 |
| 3   | «Daddy Issues»          | Erin Feeley     | Roberto Benabib | 29 de enero de 2020       | 0.51                 |
| 4   | «Trouble in River City» | —               | —               | 5 de febrero de 2020      | —                    |
| 5   | «Pain Management»       | —               | —               | 12 de febrero de 2020     | —                    |

## Producción

### Desarrollo
El 9 de julio de 2018, se anunció que Paramount Network ordenó el episodio piloto de 68 Whiskey (título de trabajo) dirigida por Ron Howard y escrita por Roberto Benabib basado en la serie israelí Charlie Golf One creada por Zion Rubin, que también será productor ejecutivo junto a Howard, Brian Grazer, Benabib, Francie Calfo, Efrat Shmaya Dror y Danna Stern. El 30 de abril de 2019, se anunció que se ordenó la serie compuesta por diez episodios. Además, Samie Kim Falvey se desempeñaría como productora ejecutiva. El 25 de noviembre de 2019, se anunció que la serie se estrenaría el 15 de enero de 2020.

### Casting
En septiembre de 2019, se anunció que Sam Keeley, Gage Golightly, Cristina Rodlo, Jeremy Tardy, Nicholas Coombe, Derek Theler, Beth Riesgraf y Lamont Thompson fueron elegidos en roles principales, y Usman Ally, Artur Benson y Aaron Glenane en roles recurrentes. En octubre de 2019, se anunció que Linc Hand fue elegido en un rol sin revelar y Jade Albany en un rol recurrente.

### Rodaje
La fotografía principal comenzó en septiembre de 2019 en Santa Clarita, California.